# Chitra (gènere)
Chitra és un gènere de tortugues de la família dels Trionychidae, pròpies de sud-est asiàtic.

## Taxonomia
Conté les següents espècies:
- Chitra chitra
- Chitra indica
- Chitra vandijki